# Gerhart M. Riegner

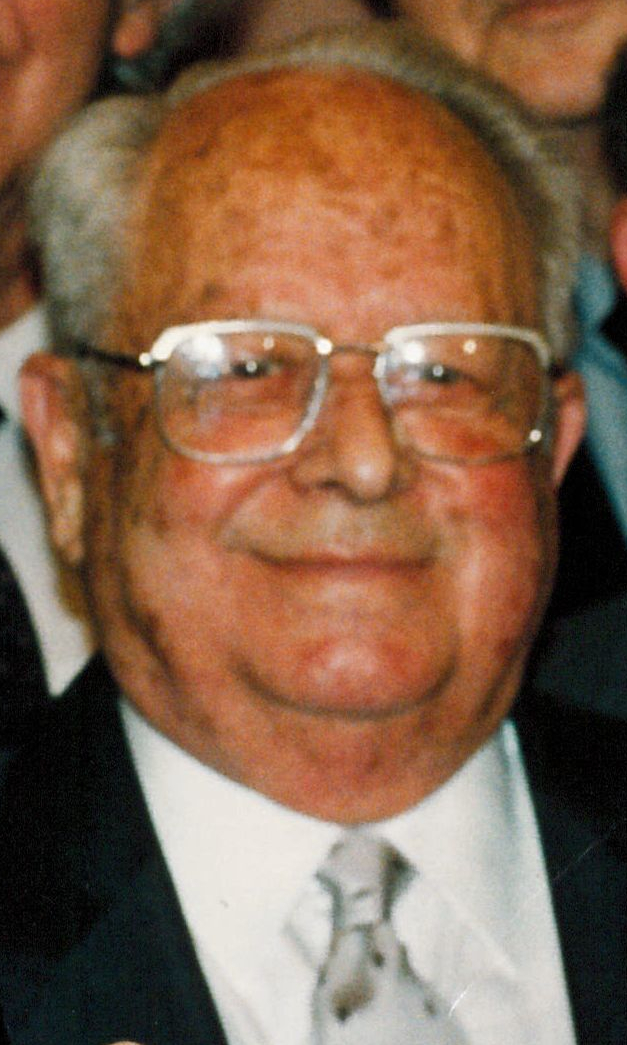
Gerhart M. Riegner (1993)

Gerhart Moritz Riegner (geboren am 12. September 1911 in Berlin; gestorben am 3. Dezember 2001 in Genf) war ein deutscher Religionsphilosoph und jüdischer Verbandsfunktionär und Bürger von Genf.

## Leben

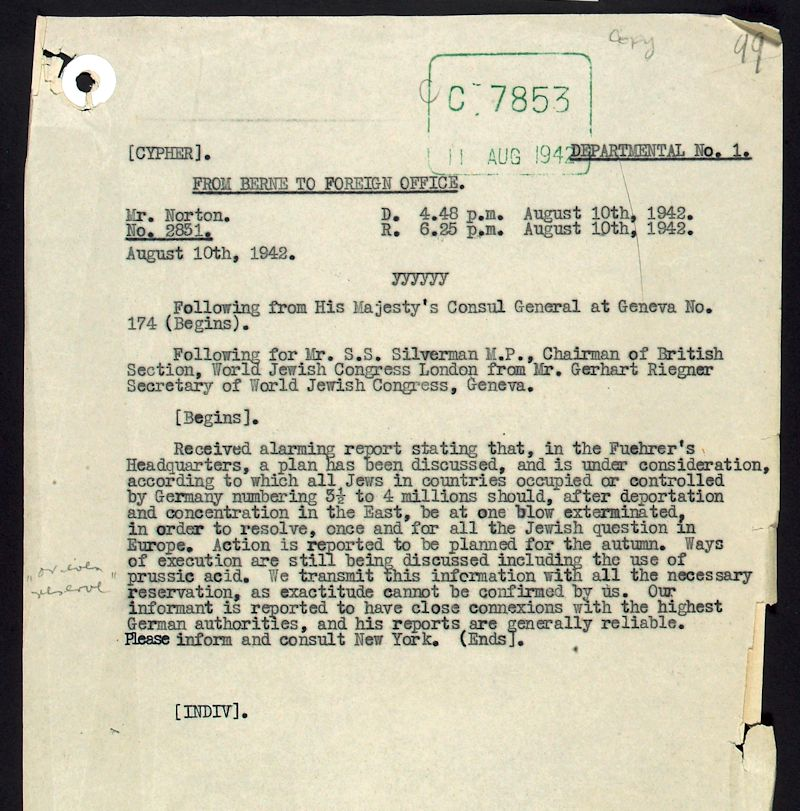
Das Riegner-Telegramm

Gerhart Riegner war Jude, wuchs in Berlin auf und studierte hier wie auch in Freiburg, Den Haag und Heidelberg Rechtswissenschaft. In Berlin warfen ihn 1933 „arische“ Mitstudenten aus einem Fenster der Friedrich-Wilhelms-Universität, wozu die Jura-Professoren (mit Ausnahme des Kirchenrechtlers Rudolf Smend) wie auch die übrigen Kommilitonen schwiegen. Während des Zweiten Weltkriegs war er der Resident des Genfer Büros des Jüdischen Weltkongresses (JWK).
Von Riegner stammen maßgebliche Berichte über die Vernichtungslager, unter anderem das so genannte Riegner-Telegramm. Er gehörte zu dem Informationsnetz zwischen dem JWK, der tschechoslowakischen Exilregierung in London, den jüdischen Gemeinden in der Schweiz und anderen Ländern und dem Internationalen Roten Kreuz (IKRK). Er organisierte direkte Hilfen durch Hilfspakete für KZ-Häftlinge, für Theresienstadt bspw. mit portugiesischen Sardinen. 1944 gehörte er zusammen mit Saly Mayer zu den Organisatoren der Rettungsaktionen für die ungarischen Juden. Zu seinen Verdiensten gehört es, dass das IKRK sich kritisch mit der Situation in den Lagern auseinandersetzte. Zuletzt erreichte er, dass Vertreter des IKRK sich ständig in den Lagern aufhalten konnten, was vielen Inhaftierten das Leben rettete.
In der Nachkriegszeit koordinierte er die jüdische Emigration (Alija) aus arabischen Ländern und aus der Sowjetunion. Von 1965 bis 1983 war Riegner Generalsekretär des JWK. In den Genfer Gremien der UNO und der UNESCO wirkte er an der Ausarbeitung der Menschenrechtskonvention mit.
Die Stadt Genf hat auf dem Cimetière des Rois ein Denkmal für Riegner errichten lassen. Sein Grab befindet sich auf dem Jüdischen Friedhof von Veyrier, dessen Haupteingang auf dem Gebiet des Schweizer Kantons Genf liegt, während sich die Gräber auf der französischen Seite der Grenze befinden.

## Auszeichnungen

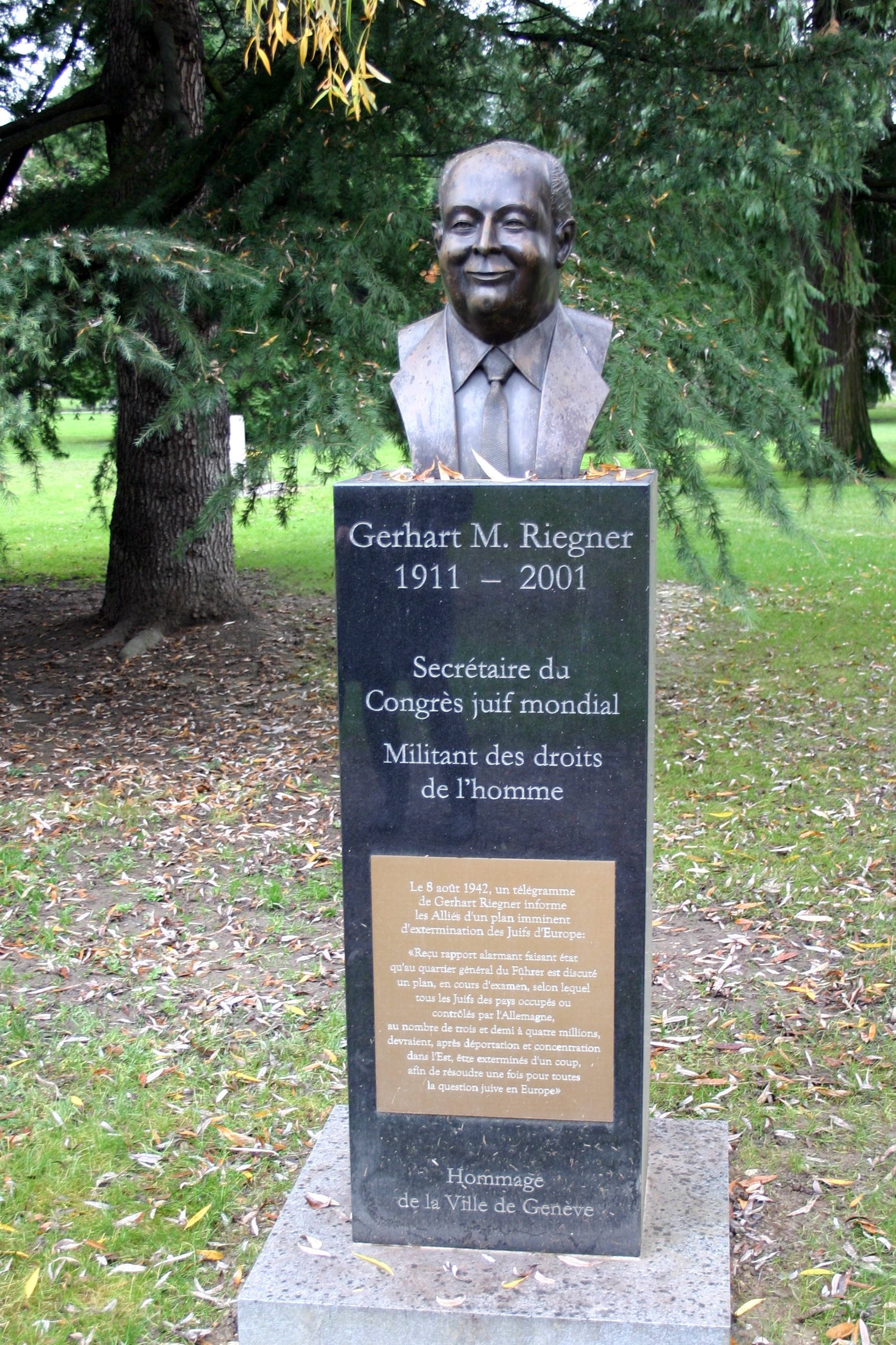
Denkmal für Riegner in Genf

- Denkmal für Riegner in GenfChevalier de la Legion d’honneur (1987)
- Stern der Völkerfreundschaft in Gold (1988)[5]
- Wahl zum Ehren-Vizepräsident des JWK (1991)
- Ritter des Ordens St. Gregor der Große (1992 durch Papst Johannes Paul II.)
- Four Freedoms Award in der Kategorie Religionsfreiheit (1994)
- Ehrendoktorwürde der Universität Luzern (2001)[6]

## Schriften
- Die Beziehung des Roten Kreuzes zu Theresienstadt in der Endphase des Krieges. In: Theresienstädter Studien und Dokumente. Nr. 3, 1996.
- Niemals verzweifeln – Sechzig Jahre für das jüdische Volk und die Menschenrechte. Bleicher, Gerlingen 2001, ISBN 3-88350-669-9.